# Harry Maync
Harry William Carl Maync, fälschlich auch Harry Mayne geschrieben (* 6. September 1874 in Berlin; † 19. März 1947 in Marburg), war ein deutscher Germanist. Er war ab 1907 Professor an der Universität Bern und von 1929 bis 1939 Professor der Neueren Deutschen Literatur an der Universität Marburg. Er war ein Goethe-Spezialist.

## Leben
Der Bankierssohn Harry Maync besuchte das Berliner Luisenstädtische Gymnasium und nahm 1894 das Studium der Germanistik, Geschichte, Klassischen Philologie und Philosophie auf. Er promovierte 1899 bei Erich Schmidt in Berlin über Ludwig Uhlands Jugenddichtung. 1902 veröffentlichte er eine Eduard-Mörike-Biographie. Nach kurzer Tätigkeit als Redaktor der Klassikerausgaben des Bibliographischen Instituts in Leipzig (1904) wurde er in Marburg Privatdozent, wo er sich bei Ernst Elster mit seiner Mörike-Biographie 1905 habilitierte.  
1907 ging er als Nachfolger von Oskar Walzel nach Bern. Als Ergänzung zur Biographie erschien 1909 eine dreibändige Mörike-Werkausgabe. Er edierte 1911 erstmals Goethes Wilhelm Meisters theatralische Sendung, nachdem es in Bern im Nachlass von Barbara Schulthess wiedergefunden worden war. Neben Goethe und Mörike gab er u. a. Conrad Ferdinand Meyer, Gottfried Keller und Karl Leberecht Immermann heraus. 1920–1925 schrieb er, in Anlehnung an Wilhelm Dilthey, Biographien über Detlev von Liliencron, Immermann, Keller und C. F. Meyer und begründete 1922 die Reihe Die Schweiz im deutschen Geistesleben. 1926/27 war Maync Rektor der Universität Bern. Als Literarhistoriker wollte er die Aneignung und Ausbildung von Weltanschauungen und Ideen durch die Dichterpersönlichkeit verstehen. Seine deutschnationale Gesinnung wuchs in der Schweiz und führte zur negativen Einschätzung Heinrich Heines in der letzten Auflage (1944) seines Mörike-Buches.
1929 übernahm er an der Universität Marburg eine Professur für deutsche Sprache und Literaturgeschichte und folgte Ernst Elster im Ordinariat. Im November 1933 unterzeichnete er das Bekenntnis der Professoren an den deutschen Universitäten und Hochschulen zu Adolf Hitler. 1939 trat er in den Ruhestand.
Maync war, zusammen mit Samuel Singer, Mitherausgeber der Reihe Sprache und Dichtung. Forschungen zur Sprach- und Literaturwissenschaft.

## Familie
Harry Maync war der Sohn von Carl Wilhelm Maync (1835–1902), Geheimer Rechnungsrat bei der Reichsbank in Berlin, und Katharina Henke (1848–1917). Er heiratete 1908 Ida von Steiger (1884–1978), Tochter von Adolf von Steiger, und hatte vier Kinder mit ihr, darunter den Sohn Wolf Maync und die Tochter Susy Langhans-Maync. Ab 1932 war Harry Maync in zweiter Ehe mit seiner Schwägerin Magda Haack (1892–1978) verheiratet und hatte eine Tochter mit ihr.

## Werke (Auswahl)
- R. M. Rilke und seine „Weise von Liebe und Tod“. Versuch einer psychologisch-ästhetischen Literaturanalyse. B. G. Teubner, Leipzig/Berlin 1916.
- Die Entwicklung der deutschen Literaturwissenschaft. P. Haupt, Bern 1927.
- Goethe und Bismarck. Elwert’sche Verlagsbuchhandlung, Marburg 1932.